# Ein neuer Morgen
Albums de Mireille Mathieu
Bonsoir Mireille
(1982) Nur für dich
(1983)
Ein neuer Morgen est un album de la chanteuse française Mireille Mathieu sorti en Allemagne en 1982.

## Chansons de l'album
- Face 1

1. Vai Colomba Bianca (Michael Kunze/Michael Cretu)
2. Unsre kleine Stadt (Michael Kunze/Michael Cretu)
3. Géraldine (Michael Kunze/Old Moses/Gaby Grießmann)
4. Tu es aus Liebe (Wolfgang Petry/Klause-Dieter Gebauer)
5. Arc de Triomphe (Michael Kunze/Candy de Rouge/Fred Schreier)

- Face 2

1. Die Liebe zu dir (Chariots of Fire) (Michael Kunze/Vangelis Papathanassiou)
2. Bleib noch da (Michael Kunze/Jean Claudric)
3. Doch ich habe dich geliebt (Michael Kunze/W. Thompson/M. James/J. Christopher)
4. Traumzeit (Memory) (T. S. Elliot/T. nunn/A. Lloyd Webber)
5. Wann bricht der Morgen an (Michael Kunze)